# Андра Ніколич
Андра Ніколич (серб. Андра Николић; Белград, Сербське князівство, 5 жовтня 1853 - Париж, Франція, 28 вересня 1918) — сербський політик, юрист, письменник, історик літератури та академік.

## Біографія
Батьками Андра були Йосип Ніколич, муніципальний клерк, і Наталія Маркович, сестра політика Стефана Марковича. Андра вирос в типовому сербському середовищі середнього класу кінця 19-го століття. Після закінчення гімназії він вивчав право у Вищій школі в Белграді, яку закінчив у 1873 році. Його перша опублікована робота «Економічний стан Сербії в IV столітті» принесла йому визнання і славу.
Після вступу на державну службу він створив альянс зі Стояном Протичем і Лазарем Пачу, ця трійця стала одним з найближчих політичних соратників і колег в сербському уряді.
Ніколич продовжував підтримувати добрі стосунки з групою молодих радикалів, які вийшли з партії, щоб заснувати власну Незалежну радикальну партію в 1901 році, проте до них він не приєднався.
Ніколич працював у кількох урядах (Сава Груїч, Нікола Пашич (13 травня 1890 - 21 серпня 1892), Лазар Докич (13 квітня - 5 грудня 1893), Джордже Сіміч (29 грудня 1896 - 23 жовтня 1897), Нікола Пашич (10 грудня 1904 - 29 травня 1905), Нікола Пашич і Петар Велімирович (30 квітня 1906 - 24 лютого 1909), згодом неодноразово виконував обов'язки міністра освіти, міністра закордонних справ (з 1 квітня 1893 до 4 червня 1893; з 4 червня 1893 до 23 листопада 1893 та з 21 вересня 1903 до 26 січня 1904), спікером Народної скупщини та головою дипломатичної місії в Парижі. Як міністр освіти, 27 лютого 1905 року він ухвалив закон, згідно з яким його альма-матер стала Белградським університетом.
Ніколич був одним з підписантів Лондонського договору, який завершив Другу балканську війну в 1913 році.
Андра Ніколич запам'ятався як голос розуму і здорового глузду в Головному радикальному комітеті з 1881 року.
Помер у Парижі 28 вересня 1918 року. Його останки були перевезені до Сербії в 1926 році.

## Роботи
Ніколич цікавився не лише правом і політикою, але й літературою. Він почав писати естетичні літературні та театральні рецензії на початку своєї кар'єри. Його літературні твори публікувалися в літературних журналах «Otadžbina», «Rad», «Delo», «Odjek», «Samouprava» та багатьох інших періодичних виданнях. В журналі «Otadžbina» Андра редагував розділ «Літературний огляд» з 1875 по 1881 рік. Ніколич також відзначився своїми літературними творами як чудовий знавець сербської мови, не дивно, що в 1880 році його обрали професором історії сербської літератури у Великій школі, але він відмовився від пропозиції на користь в політиці. Андра був літературним критиком з великим талантом, тонкою спостережливістю і чудовим стилем, навіть коли рецензував роботи своїх колег-політиків. Він співпрацював зі Стояном Новаковичем і разом опублікував кілька видань підручників з синтаксису, а також переклади творів Тараса Шевченка. Ніколич також переклав «Млин на Флоссі» Джорджа Еліота (1860) сербською мовою під назвою «Vodenica na flossi» у 1893 році.